# Хірано Такасі
Хірано Такасі (яп. 平野 孝, нар. 15 липня 1974, Сідзуока) — японський футболіст, півзахисник. Виступав, зокрема, за клуби Нагоя Грампус, Джубіло Івата, Віссел Кобе, канадський клуб Ванкувер Вайткепс та національну збірну Японії.

## Клубна кар'єра
Розпочав футбольну кар'єру в клубі «Нагоя Грампус», у якому провів сім сезонів із 1993 до 2000 років. У 2000 році перейшов до клубу «Кіото Санга», але після нетривалого перебування у команді з Кіото перейшов до клубу «Джубіло Івата», у якому провів сезон 2001 року. Протягом 2002 року виступав у клубі «Віссел Кобе». У 2003 році перейшов до лав клубу «Токіо Верді», у якому перебував до 2005 року. У 2006 році виступав за клуб «Йокогама Ф. Марінос», а у 2007 році грав у складі «Омія Ардія». Завершив виступи у професійному футболі виступами за канадський клуб «Ванкувер Вайткепс».

## Виступи за збірну
1997 року дебютував в офіційних матчах у складі національної збірної Японії. За час кар'єри у головній команді країни, яка тривала усього три роки, провів у формі головної команди 15 матчів. У складі збірної був учасником чемпіонату світу з футболу 1998 року.

## Статистика виступів
| Збірна Японії | Збірна Японії | Збірна Японії |
| Роки          | Ігри          | голи          |
| ------------- | ------------- | ------------- |
| 1997          | 5             | 1             |
| 1998          | 7             | 2             |
| 1999          | 0             | 0             |
| 2000          | 3             | 1             |
| Усього        | 15            | 4             |

## Титули і досягнення
- Володар Кубка Імператора Японії (3):

«Наґоя Ґрампус»: 1995, 1999
«Токіо Верді»: 2004
- Володар Суперкубка Японії (2):

«Наґоя Ґрампус»: 1996
«Токіо Верді»: 2005